# 雲出駅
雲出駅（くもずえき）は、かつて伊勢電気鉄道本線（後に近畿日本鉄道伊勢線）において三重県津市に存在した駅（廃駅）である。

## 概要
実業家の熊澤一衛が主導となって拡大政策を採っていた伊勢電気鉄道が、1930年（昭和5年）に津新地駅 - 新松阪駅間を開業させた際、設けられた中間駅の一つである。
駅は米津駅の南方約2キロ、至る香良洲駅の約1キロ北に位置する停留所であった。
同社が参宮急行電鉄（参急）に統合されると、参急元来の津線や本線と競合する部田駅（津駅）・大神宮前駅間に関しては、他区間の複線化に充当するため、開業時全線複線から単線になった。
1961年（昭和36年）1月22日の伊勢線廃止に伴い、廃駅となった。

## 歴史
- 1930年（昭和05年）4月1日：津新地 - 新松阪間開業により開設[1]
- 1936年（昭和11年）9月15日：参宮急行電鉄へ伊勢電気鉄道が合併[2]。
- 1941年（昭和16年）3月15日：大阪電気軌道が参宮急行電鉄を合併し、関西急行電鉄に商号を変更[3]。
- 1944年（昭和19年）6月1日：関西急行鉄道と南海鉄道が合併し、近畿日本鉄道となる[4]。
- 1961年（昭和36年）1月22日：廃止[5]。

## 現況

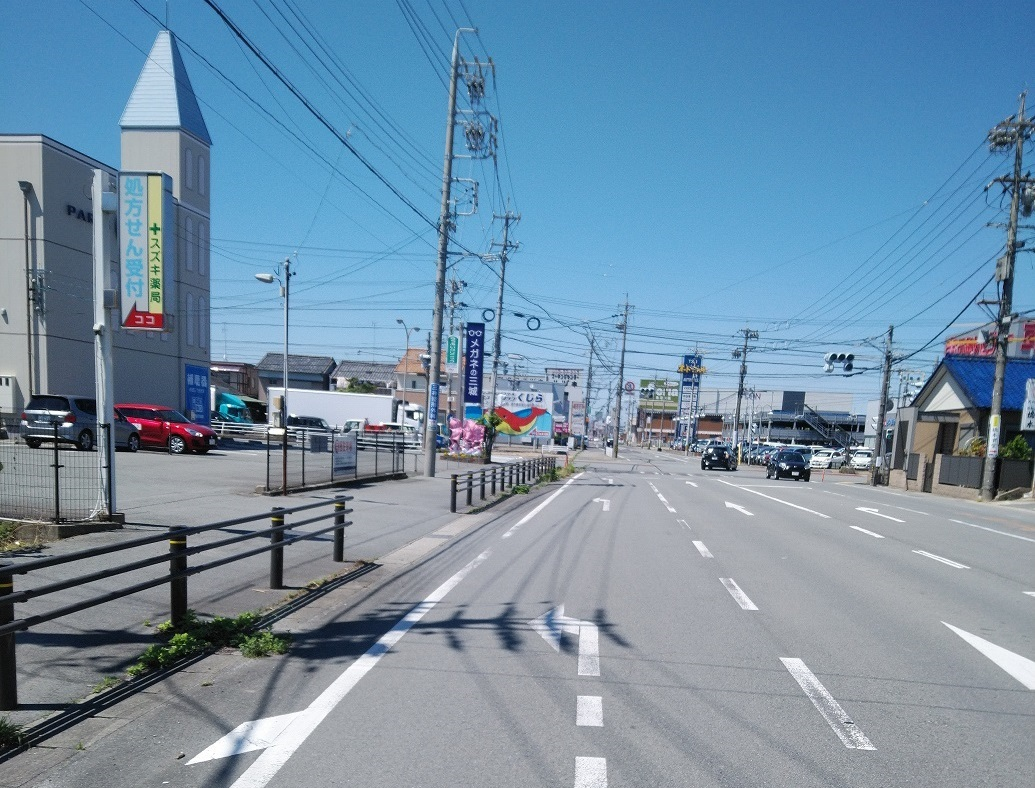
「近鉄道路」上り線、国道165号交差点。この左折レーンが雲出駅のあった場所と思われる

現在線跡は「近鉄道路」と呼ばれる三重県津市から松阪市へ至る市道・県道になっており一般の生活道路として転用されている。
雲出駅の駅舎は今現在の大阪府大阪市から同府柏原市や奈良県橿原市を経由して三重県津市に至る一般国道の国道165号最終地点であり国道23号と交わる津市・雲出本郷町交差点に隣接する国道165号と近鉄道路が交わるメガネの三城津本店前の交差点の南方に位置する場所にあった。
以前は近鉄道路の上り線の路肩に空き地があり駅の敷地跡として残っていたが、左折レーンが設置された今では跡形は見受けられない。

## 隣の駅
伊勢電気鉄道
本線
米津駅 - 雲出駅 - 香良洲駅